# بيت فاضل (الرضمة)

تعديل مصدري - تعديل

بيت فاضل محلة تابعة لقرية الاجلب، التابعة لعزلة أزال بمديرية الرضمة إحدى مديريات محافظة إب في الجمهورية اليمنية.، بلغ تعداد سكانها 64 حسب تعداد اليمن لعام 2004.